# Martha Silva
Martha Silva 17 de octubre es una actriz colombiana de teatro y televisión nacida en el departamento del Huila.

## Carrera

### Inicios y década de 1980
Silva nació en el Huila y se mudó a la ciudad de Bogotá para iniciar una carrera universitaria en publicidad. Cuando aún era una estudiante de publicidad, se presentó en los estudios de la productora Inravisión solicitando un empleo relacionado con su carrera, y por casualidad terminó grabando algunas escenas de extra para la serie Revivamos nuestra historia. Esta experiencia le valió participar en otras producciones para televisión en la década de 1980 como La hija maldita, Los adolescentes, Su majestad el dinero, Casabrava, Pequeños gigantes, Vidas trocadas y Hato Canaguaro.

### Década de 1990 y nuevo milenio
Silva se convirtió en una actriz habitual en la televisión colombiana, además de participar en una gran cantidad de producciones teatrales. En la década de 1990 participó en notables producciones como La fuerza del poder, La Huella de tus Besos, Francisco el matemático, Otra en mí y Tabú, figurando también en seriados como Amores de mercado, Sobregiro de amor, Tu voz estéreo, La dama de Troya, La diosa coronada y Niñas mal en el nuevo milenio.

### Actualidad
En 2013 interpretó el papel de Leonor Garcés en la serie de corte juvenil Chica vampiro. Ese mismo año se radicó en la ciudad de Armenia, Quindío, donde continúa ligada al teatro y realiza labor social con el Club Rotario Internacional y la Fundación Casa Integral del Artista.